# ナジャフガル

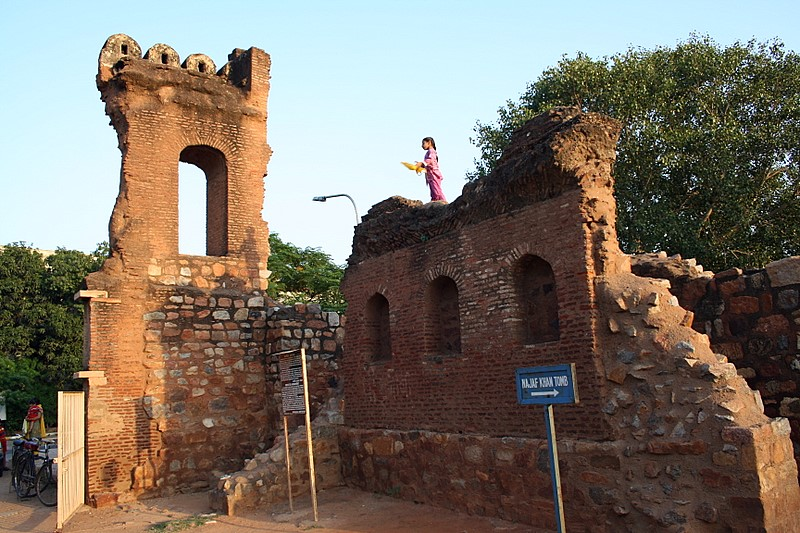
ミールザー・ナジャフ・ハーン廟

ナジャフガル（ヒンディー語：नजफ़गढ़, 英語：Najafgarh）は、インドのハリヤーナー州、南西デリー県の都市。
デリー近郊の都市でもある。

## 歴史
ナジャフガルは18世紀後半に建設された比較的新しい都市で、その都市の名は同世紀に活躍したムガル帝国の武将ミールザー・ナジャフ・ハーンに因むものである。同地にはその墓廟がある。
1857年5月、インド大反乱が勃発すると、8月25日にイギリス軍と反乱軍との間にナジャフガルの戦いが勃発した。